# Försvarsminister
Försvarsminister är den minister i ett lands regering som ansvarar för försvars- och säkerhetspolitik samt landets väpnade styrkor. Försvarsministern leder ett försvarsministerium eller motsvarande och bistås i detta av en, vanligtvis politiskt tillsatt, tjänsteman som i flera länder innehar titeln statssekreterare.
Försvarsministern är i många länder en av de mest prestigefyllda ministerposterna. Vanligtvis sammanfaller försvarsministern inflytande med storleken på landets militär och i till exempel USA är försvarsministern, Secretary of Defense, sexa i successionsordningen för presidenten. I Israel motsvaras försvarsministern av Sar HaBitahon ("säkerhetssminister"), vilken anses vara den mest inflytelserika fackministerposten som dessutom ofta innehar posten som vice premiärminister. Även i Spanien har försvarsministern hög status och rangordnas som nummer tre bland regeringens fackministrar, efter utrikes- och justitieministern.
Inom ramen för Europeiska unionens råd (ministerrådet) möts försvarsministrarna i formationen rådet för allmänna frågor som dock vanligtvis leds av utrikesministrarna. EU:s försvarsministrar möts dessutom en gång i halvåret för informella möten i EU:s ordförandeskapsland.
Tidigare var det vanligt med en krigsminister som ansvarade för armén och en sjö- eller marinminister som ansvarade för marinen.

## Olika länder

### Storbritannien
I Storbritannien fanns till 1964, förutom Secretary of State for War och First Lord of the Admiralty (sjöminister), också en Secretary of State for Air (flygvapenminister). 

### Sverige
Även Sverige hade fram till 1920 två statsråd som var chefer för Lantförsvarsdepartementet respektive Sjöförsvarsdepartementet och informellt benämndes krigsminister och sjöminister. Efter sammanslagningen 1920 ansvarar försvarsministern för såväl armén som marinen, och från 1926 dessutom för flygvapnet.

### USA
I USA var krigsministern (Secretary of War) och marinministern (Secretary of the Navy) två ministerposter i presidentens kabinett från slutet av 1700-talet och chefer för två olika regeringsdepartement (Executive Departments) fram till 1947, då National Security Act of 1947 antogs och skapade ett försvarsdepartement under ledning av en försvarsminister (Secretary of Defense). Marinministerämbetet finns dock kvar utanför kabinettet, underställd försvarsministern och biträdande försvarsministern (Deputy Secretary of Defense), tillsammans med en arméminister (Secretary of the Army) och en flygvapenminister (Secretary of the Air Force).

## Olika länders försvarsministrars titel
| Land           | Ministertitel                   | Biträde                                          | Ministerium                              |
| -------------- | ------------------------------- | ------------------------------------------------ | ---------------------------------------- |
| Australien     | Minister for Defence            | Secretary of Defence                             | Department of Defence                    |
| Danmark        | Forsvarsminister                | Departementschef                                 | Forsvarsministeriet                      |
| Finland        | Försvarsminister                | Kanslichef                                       | Försvarsministeriet                      |
| Frankrike      | Ministre de la Défense          | Secrétaire d'État (Statssekreterare)             | Ministère de la Défense                  |
| Italien        | Ministro della Difesa           | Sottosegretario di Stato (Understatssekreterare) | Ministero della Difesa                   |
| Kanada         | Minister of National Defence    | Deputy Minister                                  | Department of National Defence           |
| Kina           | Försvarsminister                |                                                  | Folkrepubliken Kinas försvarsministerium |
| Norge          | Forsvarsminister                | Statssekreterare                                 | Forsvarsdepartementet                    |
| Spanien        | Ministro de Defensa             | Secretario de Estado                             | Ministerio de Defensa                    |
| Storbritannien | Secretary of State for Defence  | Minister of State                                | Ministry of Defence                      |
| Sverige        | Försvarsminister                | Statssekreterare                                 | Försvarsdepartementet                    |
| Tyskland       | Bundesminister der Verteidigung | Staatssekretär                                   | Bundesministerium der Verteidigung       |
| USA            | Secretary of Defense            | Deputy Secretary of Defense                      | Department of Defense                    |